# Geoff Workman
Geoff Workman fue un productor de discos e ingeniero que fue en parte responsable de algunos de los mejores álbumes del rock durante los años 70 y 80. Es conocido por Shout at the Devil de Motley Crue, Journey’s Infinity and Departure, el debut homónimo de Cars y Candy-O, Queen, Jazz, Foreigner’s Head Games y Twisted Sister de Stay Hungry. Sus créditos también incluyen grabaciones de, por nombrar algunos, Toto, Jason & the Scorchers, Sammy Hagar, Dwight Twilley y Tommy Tutone. Geoff Workman falleció pacíficamente en su casa el 28 de enero de 2010. La causa de la muerte no fue revelada de inmediato.